# فيتالي بوتابينكو
فيتالي بوتابينكو (بالأوكرانية: Потапенко Віталій Миколайович) مواليد 21 أبريل 1975 في كييف، الجمهورية الأوكرانية السوفيتية الاشتراكية، هو لاعب كرة سلة أوكراني معتزل أصبح مدرباً مساعدا بدأ مسيرته الاحترافية في سنة 1992. تم اختياره من قبل فريق كليفلاند كافالييرز خلال الدرافت وهو مدرب مساعد لفريق كليفلاند كافالييرز في الرابطة الوطنية لكرة السلة. يبلغ طوله 6 قدم 10 بوصة (2.1 م). لعب كرة السلة الجامعية في جامعة رايت ستيت. اعتزل اللعب في 2008. فاز بلقب دوري إن بي إيه. أحرز خلال مسيرته في الإن بي إيه 3995 نقطة بمعدل 6.5 نقاط في المباراة الواحدة.

## المسيرة الاحترافية
لعب مع كليفلاند كافالييرز من سنة 1996 إلى 1999، ثم لعب مع بوسطن سيلتكس من سنة 1998 إلى 2002، ثم لعب مع سياتل سوبرسونيكس من سنة 2002 إلى 2006، ثم لعب مع سكرامنتو كينغز من سنة 2005 إلى 2007، ثم لعب مع سي بي إستوديانتس في الدوري الإسباني في موسم 2007–08.

## روابط خارجية
- فيتالي بوتابينكو على موقع الاتحاد الدولي لكرة السلة (الإنجليزية)
- فيتالي بوتابينكو على موقع إن بي أي (الإنجليزية)
- فيتالي بوتابينكو على موقع سبورتس رفرنس (الإنجليزية)
- فيتالي بوتابينكو على موقع الدوري الإسباني لكرة السلة (الإسبانية)
- فيتالي بوتابينكو على موقع كرة السلة الأوروبية.كوم (الإنجليزية)
- فيتالي بوتابينكو على موقع إي إس بي إن.كوم (الإنجليزية)
- فيتالي بوتابينكو على موقع كلية كرة السلة في سبورتس رفرنس.كوم (الإنجليزية)
- فيتالي بوتابينكو على موقع ريلجم (الإنجليزية)
- فيتالي بوتابينكو على موقع بروبوليرز (الإنجليزية)
- فيتالي بوتابينكو على موقع سبورتس رفرنس (الإنجليزية)